# Konsumpcja litosfery
Konsumpcja litosfery – hipotetyczne niszczenie i przetapianie skorupy ziemskiej wskutek jej pogrążania się w głąb astenosfery w strefach subdukcji. Konsumpcję płyt litosfery równoważy tworzenie się skorupy oceanicznej w strefach ryftów. Podczas subdukcji wskutek przetapiania pogrążanej płyty wraz z zalegającymi na jej powierzchni osadami morskimi powstaje nowa magma, która jest źródłem wulkanizmu w nadległej płycie.